# دافي والش
دافي والش (بالإنجليزية: Davy Walsh)‏ (28 أبريل 1923 في جمهورية أيرلندا - 1 مارس 2016) هو لاعب كرة قدم أيرلندي في مركز الهجوم. شارك مع منتخب أيرلندا لكرة القدم ومنتخب جمهورية أيرلندا لكرة القدم. أما مع النوادي، فقد لعب مع أستون فيلا ونادي شامروك روفرز ونادي شيلبورن ونادي لينفيلد ونادي والسول ونادي يميريك ووست بروميتش ألبيون ونادي ووستر سيتي وIrish League representative team ‏.

## وصلات خارجية
- دافي والش على موقع ناشيونال فوتبول تيمز (الإنجليزية)